# Hypotrix alamosa
Hypotrix alamosa là một loài bướm đêm thuộc họ Noctuidae. Nó là loài duy nhất được tìm thấy ở tây nam Arizona.
Con trưởng thành bay từ đầu tháng 6 đến giữa tháng 7 và đầu to cuối tháng 9.